# Mihaela Loghin
Mihaela Loghin (Rumania, 1 de junio de 1952) es una atleta rumana retirada, especializada en la prueba de lanzamiento de peso en la que llegó a ser subcampeona olímpica en 1984.

## Carrera deportiva
En los JJ. OO. de Los Ángeles 1984 ganó la medalla de plata en el lanzamiento de peso, llegando hasta los 20.47 m, tras la alemana Claudia Losch (oro con 20.48 m) y por delante de la australiana Gael Martin (bronce con 19.19 m)